# Munden, Kansas
Munden är en ort i Republic County i Kansas. Vid 2010 års folkräkning hade Munden 100 invånare.